# GoldenEye (soundtrack)
GoldenEye is de originele soundtrack van de zeventiende James Bondfilm van EON Productions uit 1995 met dezelfde naam. Het album werd in 1995 uitgebracht door Virgin Records.
Het album bevat de originele filmmuziek van Eric Serra, die hiermee de zevende componist is die filmmuziek voor een James Bondfilm maakte. Ook bevat het album de titelsong "GoldenEye" die geschreven werd door Bono en The Edge en gezongen door Tina Turner. De filmmuziek werd uitgevoerd door het London Philharmonic Orchestra onder leiding van John Altman. De titelsong van Turner behaalde in de Nederlandse Top 40 als hoogste positie, plaats 14 en in de Vlaamse Ultratop 50 plaats 9. In 1995 stond het album in de Billboard 200 met als hoogste notering, plaats 180.

## Nummers
| Nr. | Titel                               | Duur |
| --- | ----------------------------------- | ---- |
| 1   | GoldenEye – Tina Turner             | 4:48 |
| 2   | The GoldenEye Overture              | 4:24 |
| 3   | Ladies First                        | 2:44 |
| 4   | We Share the Same Passions          | 4:46 |
| 5   | A Little Surprise for You           | 2:02 |
| 6   | The Severnaya Suite                 | 2:07 |
| 7   | Our Lady of Smolensk                | 1:01 |
| 8   | Whispering Statues                  | 3:26 |
| 9   | Run, Shoot, and Jump                | 1:05 |
| 10  | A Pleasant Drive in St. Petersburg* | 4:28 |
| 11  | Fatal Weakness                      | 4:43 |
| 12  | That's What Keeps You Alone         | 3:17 |
| 13  | Dish Out of Water                   | 3:57 |
| 14  | The Scale to Hell                   | 3:43 |
| 15  | For Ever, James                     | 2:01 |
| 16  | The Experience of Love              | 5:57 |

## Trivia
Nadat de soundtrack uitgekomen was vond Barbara de Tankachtervolging toch niet helemaal zoals ze had gehoopt. Ze huurde daarom componist John Altman in om een meer Bond traditionele versie te schrijven. De ongebruikte track voor film is nog steeds te vinden op het soundtrackalbum als "A Pleasant Drive in St. Petersburg".*